# Senst
Senst ist seit dem 1. Januar 2009 ein Ortsteil der Stadt Coswig (Anhalt) im Landkreis Wittenberg in Sachsen-Anhalt (Deutschland).

## Geografie
Das zur Hälfte aus Wäldern bestehende Gebiet um Senst liegt im Hohen Fläming und grenzt im Norden an das Land Brandenburg. Die nächstgelegenen Städte sind Wittenberg, Coswig (Anhalt) und Niemegk. Der Ort gehört zum 2005 erklärten Naturpark Fläming.

## Geschichte

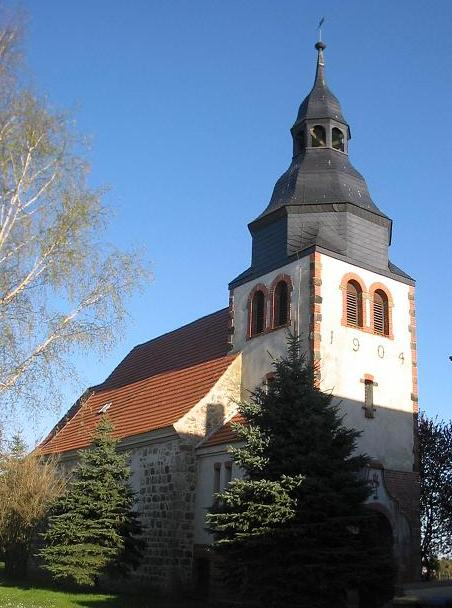
Feldsteinkirche St. Petri

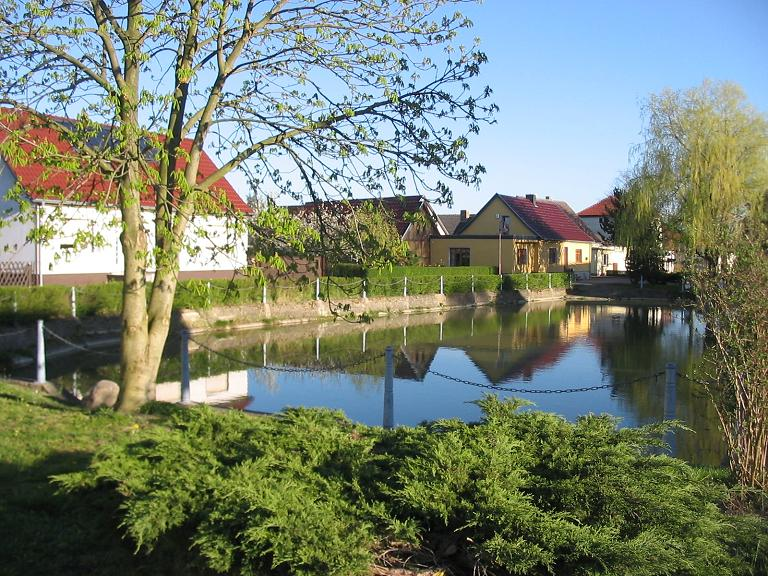
Dorfteich

Der ursprünglich von Slawen besiedelte Ort Senst tauchte 1228 erstmals als Sinsantin (= Heuschneiderort) in einer Urkunde auf, die erste Nennung der Dorfkirche erfolgte 1275. Das Senster Wappen zeigt zwei sich kreuzende Sensen vor einer Garbe.
Nach mehrfachen Besitzerwechseln kam Senst 1801 zum Fürstentum Anhalt.
Nach 1990 entstanden kleine Gewerbebetriebe, des Weiteren wurden seither umfangreiche Sanierungsmaßnahmen an den Straßen, am Bürgersteig (Neubau) sowie am Dorfteich durchgeführt.
Senst wird traditionell von der Landwirtschaft geprägt. Freiwillige Feuerwehr, Frauenverein und Bauernverbands-Ortsgruppe bestimmen das öffentliche Leben im Ort und sind maßgeblich an den jährlich stattfindenden Bräuchen und Festen beteiligt (Osterfeuer, Fastnacht, jährliches Dorffest sowie Straßenfeste).
Am 1. Juli 2007 wurde die ehemals selbständige Gemeinde Senst aufgrund einer Kreisgebietsreform vom ehemaligen Landkreis Anhalt-Zerbst in den Landkreis Wittenberg eingegliedert.

### Kirche
Die Feldsteinkirche St. Petri aus dem 13. Jahrhundert besteht aus dem Kirchenschiff, einem Chor und Apsis. 1744 wurde die Kirche im barocken Stil umgebaut, der Turm stammt von 1904. Die Orgel kam 1914 von der Firma Fleischer und Kindermann aus Dessau und die Bronzeglocke goss 1758 Chr. Ziegler aus Magdeburg.

## Politik

### Wappen
Blasonierung: „In Rot eine goldene Getreidegarbe, in der Mitte belegt mit zwei gekreuzten silbernen Sensen, die Senseneisen abwärts gekehrt.“
Zwar stammt der Ortsname aus dem Slawischen und hat mit Sensen nichts gemein, doch wurde bei der gewählten Symbolik der gekreuzten Sensen ein sogenanntes redendes Wappen angestrebt. Es wurde 1997 vom Magdeburger Kommunalheraldiker Jörg Mantzsch gestaltet. Als Ortsfarben wurden von der Gemeinde Gelb-Rot beschlossen.

## Verkehrsanbindung
Von Senst aus bestehen Straßenverbindungen in die umliegenden Städte Wittenberg, Coswig (Anhalt) und Niemegk (L 123, L 124). Über Cobbelsdorf und Köselitz führt eine Straße zur Bundesstraße 107 sowie zur Autobahnanschlussstelle Köselitz (A 9 Berlin – München). Der nächsten Bahnhöfe befinden sich Coswig (Anhalt) und Wittenberg.

## Belege
1. ↑  StBA: Gebietsänderungen am 01.01.2009